# Skagen
Skagen este un oraș în Danemarca.

## Galerie de imagini

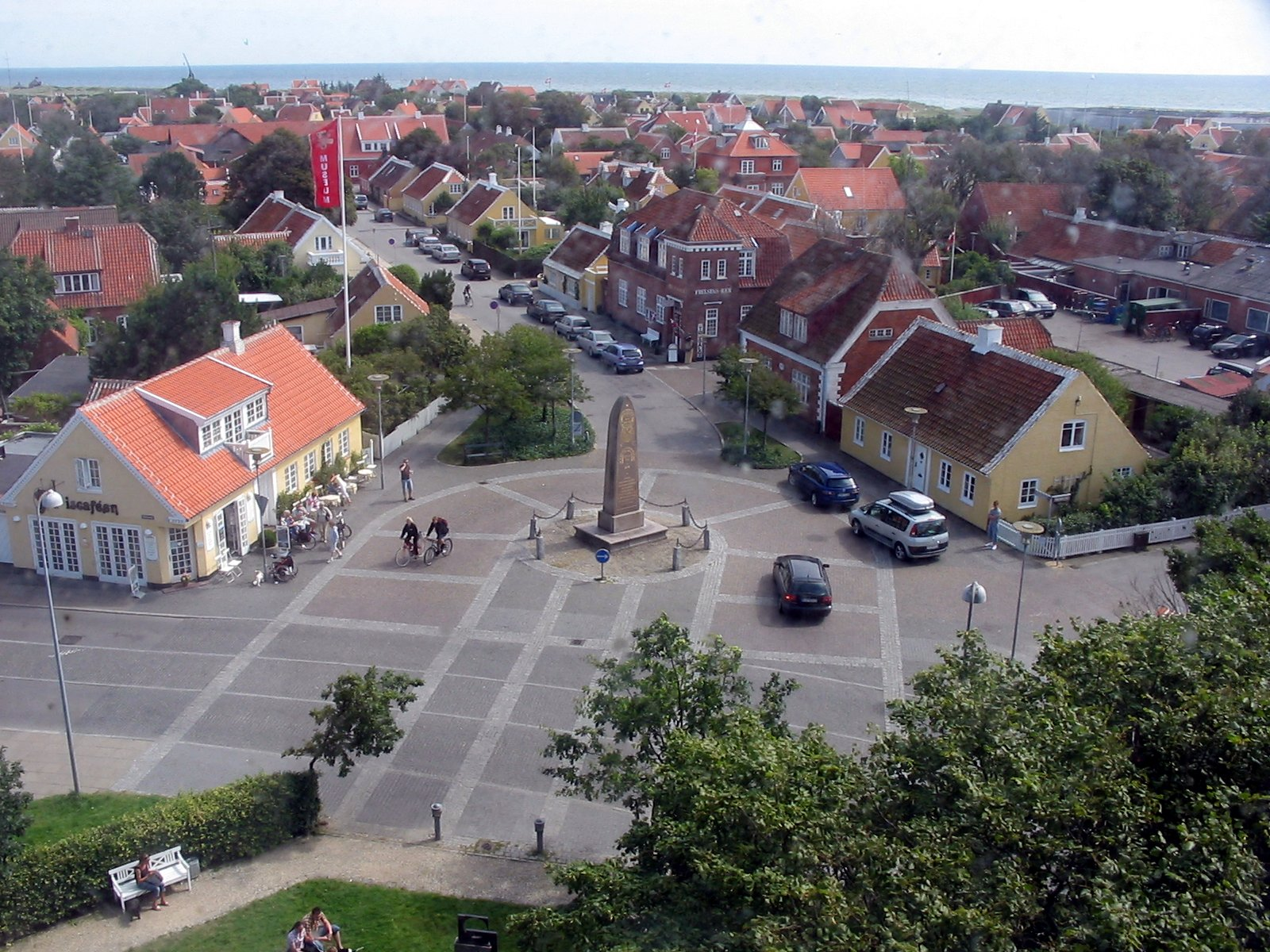
Centrul orașului